# ماتسوموتو ۶۶۶۰
سیارک ۶۶۶۰ (به انگلیسی: 6660 Matsumoto، نامگذاری:1993BC) شش هزار و ششصد و شصتمین سیارک کشف شده‌است که در ۱۶ ژانویه ۱۹۹۳ کشف شد.
قدر مطلق سیارک برابر ۱۴٫۳۰ است.